# 修業魔女璐璐萌
《修業魔女璐璐萌》，是渡邊航創作的日本漫畫作品。
《月刊少年天狼星》（講談社）的2007年7月號別冊付錄中揭載單篇作品。其後10月號於雜誌中再次揭載、11月號開始連載化至2011年2月號為止。之後從2011年4月號至2013年3月號連載第2部《修業魔女璐璐萌 魔界篇》。2013年8月號開始連載第3部《修業魔女璐璐萌 放學後的魔法中學生》。
《月刊少年天狼星》2014年6月號中發表電視動畫化消息，並決定2014年7月9日於AT-X等日本電視台播出。

## 登場角色

### 第1部作品中出場的角色
柴木耕太（聲：高橋信）
通稱「阿柴」、「木柴」、「變態柴木」。
西高等學校的二年級生（故事開始時為一年級），神秘研究社的社員，但本身對超自然現象沒興趣。
是個對女孩子抱持著高度興趣的健全男生，因為老是做出忠於自己慾望的變態行為被多數女生疏遠。
是個愛貓人士。
在神秘研究社的社團活動中成功召喚出魔女（似乎沒有立刻在現場出現的樣子）。原本想要許希望能得到可愛女孩子的願望，結果被社長猜中，在心理壓力下，不小心就換了個願望，改成希望得到女孩子的內褲，翻到記載魔女的書籍的最後一頁發現，許願的代價就是自己的性命！回家後發現書桌上還真出現了一條女用內褲。魔女璐璐萌在此時出現，說那是她的內褲，然後又說要以鳥葬的方式取走柴木的性命（被鳥啃到死）。
因為她只有一條內褲，所以要求柴木還她內褲，但是魔女禁止將持有的物品給人類，違者將被禁錮130年。
在璐璐萌將被處罰時，柴木情急之下還璐璐萌內褲，璐璐萌以未完成柴木心願為由，只把鳥葬進行到一半。
半年後收到璐璐萌的修業卷，上面寫說那是能實現他願望的魔法卷，以為是惡作劇而不予理會，經璐璐萌告知後才知道那是真的。
因為一次社團活動中社長說見到了魔女，因此柴木也一起跟去，發現原來魔女指的就是魔女璐璐萌，她正過著野外生活。柴木實在看不過去，於是先是用魔法卷讓剛好路過的飛行船墜落當障眼法，然後把璐璐萌帶回他家讓她住下。
在璐璐萌的使魔奇洛的建議下，使用魔法卷竄改家人的記憶，讓家人以為璐璐萌是她妹妹，在璐璐萌去柴木的學校上學時也是延用此設定。
璐璐萌的使魔奇洛高訴他魔法卷用完後就會死，但是若不使用完魔法卷，璐璐萌就無法變回魔女。因此柴木除了緊急狀況外都不太使用。
如果璐璐萌不能在指定期限內完成修業的話，會永遠只能當修業魔女。柴木為了讓璐璐萌變回魔女，而在期限將至時，用光了修業卷而亡，而璐璐萌變回魔女。魔界篇裡璐璐萌在魔界下達的命令下，取走人間所有跟她有關的記憶，回到魔界。
魂晶被咪咪救出，裝入改良版魂晶入腹式人偶Q06號，有了暫時的身體，醒來後立即去尋找璐璐萌，找到後一起逛了魔界。後來璐璐萌被捕，與哈露莉莉及她的跟班們一齊救出璐璐萌，先是暫時逃往人界，在降落到人界的時候身體粉碎，幸虧咪咪帶了備用的女版魂晶入腹式，於是轉移到女版魂晶入腹式的身體。追兵趕到後與璐璐萌回到魔界，抵達魔王的居住地---皇幣宮後，偷襲2位408隊的追兵，奪取他們身上的裝備並穿上（其中一位追兵---絲拉嘉是中學篇主角之一），遇到408隊隊長吉羅•米奧•庫魯德，吉羅一時興起給他們看了她用偷走的魂晶為能源建造的魔力之門，才知道原來吉羅才是犯人，吉羅告訴璐璐萌和柴木魔女的歷史，以及她憎恨目前的魔女世界的緣由（當時吉羅沒發現那2位408隊隊員是冒充的）。當璐璐萌不小心跌倒，洩漏身份後，在人形化的奇洛的幫助下趕緊逃離，趕往魔王的所在地，後在魔王的幫助下以原來的身體復活，回到人界。
與璐璐萌感情越來越好，後來跟璐璐萌成為男女朋友。
瑪姬•莫吉盧卡•璐璐萌（聲：三森鈴子）
與柴木締結契約的魔女，因為魔界有規定締結契約者必須取契約者的性命，而璐璐萌卻沒照做，而被降階為修業魔女。會發給契約者修業卷，只有在契約者使用修業卷時才能使用魔法，必須等契約者用完修業卷時始能升階回魔女（修業卷是以契約者的性命為代價，實現契約者願望的東西，用完修業卷的契約者就會死，願望越難實現就要使用越多張的修業卷）。原本不知道柴木用光修業卷後會死（使魔奇洛是知道的，也告訴了柴木這件事，為了怕璐璐萌不再使用魔法，2人約定好不要讓璐璐萌知道），當柴木死後悲傷欲絕。在魔界篇裡經由好友哈露莉莉的一翻話後才知道她原來是喜歡著柴木的，並得知了存放柴木魂晶的所在地。跟哈露莉莉以及哈露莉莉的跟班們合作，闖入保管魂晶的場所---魂晶之牆（人死後會變成魂晶，被魔界保管著，經過一段時間以後會被“削架”，被削架後會變成魔力之門的能源）。藉由倫巴（哈露莉莉的跟班之一）的讀唇術得知裝柴木魂晶的位置後，奪取裝柴木魂晶的盒子（其實是白作工，魂晶早就被咪咪先奪走了，而且還沒被發現，他們也因此被通緝）。當成功逃離後，璐璐萌確認盒子裡面，卻發現沒有魂晶，還以為柴木被削架而低落時，突然遇到了柴木，於是便跟柴木一起逛了下魔界，結果在柴木以女魂晶入腹式人偶去女澡堂爽的時候被捕。被抓後還被灌上偷取1394個魂晶的汙名，被判決將被處以死刑。被柴木以及哈露莉莉和她的跟班們聯合救出，逃往人界。當追兵抵達人界後，透過以前夜迴蟲事件的裂縫回到魔界，而哈露莉莉和她的跟班們留在人界處理追兵，他們打算稟告魔王，希望能撤回璐璐萌等人的罪狀。在見到魔王（假）準備上奏後，408隊隊長吉羅帶著部分隊員突然闖入，燒了璐璐萌等人的上奏書，發起叛變，滅了魔王（假）。真的魔王在此時歸來，虐了叛變者一頓，凍結了隊長吉羅的記憶後便放了他們（p. s：不用擔心上奏書，魔王神通廣大，在上奏書被燒前已經看過了）。事件結束後，柴木請求魔王以原來的肉體復活他，魔王答應了，於是柴木復活，而璐璐萌因為是魔女不能隨意去人界而暫時留在魔界。後成為魔界管理局人間魔女管理科特區監察官，並升為二級魔女，返回人界。是中學篇（放學後的魔法中學生）的主角魔女們的上司。
實際年齡315歲。不擅長應付青蛙、做菜以及騎掃帚（雖然還是能直接用魔法飛行就是了）。
運動神經遲鈍，時常面無表情且沉默寡言，同時也容易害羞，為了不會騎掃帚而煩惱。
其實實力堅強，只是因為沒有野心所以才停留在魔女中最低階的十三級魔女。
帽子和斗篷上施有復原魔法，碰到植物會讓植物異常的超速生長。
曾在柴木的幫助下，學會騎腳踏車。
擅長唱歌，卻不覺得唱歌是件有意義的事。
是個路痴。
奇洛（聲：福圓美里）
璐璐萌的使魔，型態為一隻黑貓。能夠理解人類的話（魔界的貓都是說人話的，倒是不會說人界的貓的語言）。知道璐璐萌所不了解的事情。
可以變成人類型態。
柴木的母親（聲：能登麻美子）
平時個性溫和，一旦柴木撿動物回來或是有可疑的色情行為時，眼神就會失去光輝。
柴木誠太郎（聲：高倉有加）
耕太的小學生弟弟，很受女生歡迎。
學長（聲：間島淳司）
神秘研究社的社長，對於幽浮與超自然現象興趣濃厚。
稱柴木為「木柴」，並希望柴木接任社長位置。
柴木死後並不知道柴木的死訊，為他一直沒來社團報到而感到無聊。
一眼就能認出以女版魂晶入腹式的身體歸來的柴木。
鯨井棚子（聲：遠藤祐里香→鈴木實里（OAD））
神秘研究社的新社員，才貌兼備的少女。在1年級新生的可愛排行榜得到第一名。
會彈琴，在“小魔女的樂團天堂”一章中擔任樂隊裡的鍵盤手。
喜歡神秘研究社的社長。
在被璐璐萌消除記憶後，腦海裡仍殘有片段關於璐璐萌消除記憶前跟她說話的事，逐漸想起關於璐璐萌的記憶。
福助豆男（聲：山本和臣）
神秘研究社的社員。喜歡吃肉包，體型肥胖。
床田廣（聲：森嶋秀太）
神秘研究社的社員。
井上澄子（聲：石上靜香）
柴木的青梅竹馬，風紀委員。個性嚴肅，視個性輕浮的柴木為眼中釘。
國中時，曾經想買吉他卻買成貝斯，因為太不甘心而努力練習，因此擅長彈貝斯。
後來喜歡上柴木。
下村雅子（聲：高橋未奈美）
風紀委員的其中一人，不起眼但性格認真的少女，有著不想讓人知道的興趣（動畫的角色扮演）。
泉強子
綽號鐵臂泉，風紀委員。力大無窮，可以一個人幹掉三個不良少年，但她希望自己是個普通的女性，而不是個怪力女。喜歡櫻井，連續6年情人節時放巧克力在他書桌抽屜裡。
節奏感好，擅長打鼓。
澤下真綾（聲：長妻樹里）
柴木學校的二年級生，學校第一的巨乳，有在學吉他。
櫻井知葉（聲：小林裕介）
柴木的同學，因為有著可愛外表在女孩子中很受歡迎。
喜歡小黃書。
很好奇是誰一直在情人節的時候送他巧克力，在得知是強子送的以後跟強子交往。
瓦魯拉•哈露莉莉/哈璐莉莉（聲：高森奈津美）
璐璐萌魔法學校時代的朋友，一級魔女。
因出身在貧窮家庭而經常被欺負，璐璐萌卻還是很普通的和她搭話，因此非常感謝她。
因為表現優秀，享有長期休假的特權。
常常發給柴木魔界的道具，都是些對他不利，想讓他白白浪費修業卷的道具。
在魔界篇中因在魂晶失竊事件（408隊隊長吉羅背叛）中有著卓越的戰績，被魔王特升為最高階的0級魔女。
在中學篇中幫助主角們找到消失的言語之書的所在地，並教導她們如何回到原來的時空。在主角們回去後，施展定時的記憶消去魔法暫時消去自己以及使魔咪咪的記憶。
咪咪
哈露莉莉的使魔，純種貓，怕水。喜歡柴木，常使用變身許可證變身為人類並打扮一番後來找柴木（魔界的貓可以透過魔界發的變身許可證來變成人類）。
想要告訴璐璐萌柴木用完修業卷後會死的事，卻一直被阻止。
玉藏
奇洛的朋友。奇洛曾有次躲進箱子裡，結果被柴木送去宅配，即將送往柴木在九州的爺爺家。奇洛一睡醒就離開宅配用的卡車，在準備逛街的時候遇到玉藏。
是老奶奶---靜養的貓，同時也是種叫作貓股的二尾怪貓。在人稱貓岳的妖怪山進行修業的貓，能夠獲得永恆的生命、語言，以及變身成人類姿態的法術。
因為有人想要老奶奶的土地而假裝親切，打算陷害老奶奶，因此心懷怨念而前往貓岳修練成貓股。奇洛原本打算和他成為筆友，但是在老奶奶的房子被毀後玉藏怨念也消去了，而變回普通的貓。
個性陰沉，其實人生態度達觀。
靜
十分擅長做菜，是玉藏的主人。在玉藏去貓岳修練的時候不知道此事，而到處在找玉藏，因此生病發高燒，視力退化。後來將土地賣掉而房子被毀。
西野
柴木的死黨，好女色。
菅原
柴木的死黨，好女色。
森野伊鈴
一年級轉學生，奶奶是魔女。
能看見靈氣的顏色及形狀，藉此可以得知一個人的心理狀態。但是也有例外，似乎因為璐璐萌是魔女的緣故，不能看到她的靈氣。
與中學篇的主角之一---桃姬同為魔女瑪•莉斯•拉•利利斯的孫女，但在見到面以前不知道對方的存在。
在聽到某工廠似乎有魔女被關在裡面的傳言後，來到該工廠想要撬開門而入。剛好遇到正在進行社團活動的神秘研究社，於是一同進入工廠。
找到帶有魔法的密室後，中了範圍涵蓋整個工廠的時間停止魔法的覆蓋魔法結界，後來魔法陣被柴木用修業卷讓璐璐萌解除魔法。伊鈴似乎因為有魔女的血緣的關係，受到的魔法效果沒那麼嚴重，因而得知璐璐萌是魔女。
半強制性的把璐璐萌拉去她家，柴木在後面跟著。由於她的奶奶在人界待太久而逐漸被人間的壽命支配因此瀕臨死期，希望璐璐萌能打開魔界之門讓奶奶回到故鄉來免除死亡，璐璐萌拒絕了。因為當初她的奶奶為了不被找到而封印了自己全部的魔法以及魔法道具，那個工廠的魔法陣其實就是她奶奶用來封印自身所有魔法和魔法道具的地點，她的奶奶一旦到達魔界，就會立刻被處罰（在魔界的規定裡，不勞動者會被變成石頭的樣子）。
因為奶奶是魔女而記起關於璐璐萌的事（血統的關係？還是因為記憶消除魔法是一個不靠自己想起便無法解除的魔法，而她的奶奶也是魔女的關係所以想起？）。
瑪•莉斯•拉•利利斯
簡稱瑪莉，森野伊鈴和桃姬的奶奶，是魔界的魔女（一級魔女）。喜歡上人間的一位士兵，生了女兒，後來她先生上戰場戰死。
留在人間，為了避免被魔界找到，封印了自己全部的魔法。逐漸被人間的壽命支配，最終死亡。臨死前見到了穿越時空，回到了2年前的另外一個孫女---桃姬。
在魔界希斯米勒的加冕儀式中與璐璐萌有過一面之緣。
女警（聲：櫻井浩美）
無論如何都要修好自己不小心撞壞的警車，想要讓璐璐萌幫忙修理。
在得知璐璐萌可能是真的魔女後，找璐璐萌本人確認事實。由於問法不怎麼好，被璐璐萌和奇洛警戒。後來不惜動用測謊機也要逼出璐璐萌是魔女的事實，被柴木使用修業卷矇混過去。
巨乳，以一位警察來說出場率還算高，常常被柴木用頭貼著胸部。
某少年
姓名不詳。
個性陰沉，總是低著頭，不擅長運動及聊天。
嚮往異世界，在遇到奇洛後得知了異世界的存在。在寫異世界魔法系列的小說，被奇洛批評魔法啊異世界什麼的很普通，沒什麼特別的，寫小說應該要發揮更多想像力才行。目標是寫出能讓奇洛覺得“很普通”的小說，寫好後希望能在送稿前給奇洛看。
小港映里
誠太郎的家教，個性溫和，擅長教書，教法淺顯易懂。
酒丸豬子
喜歡誠太郎，運動能力非凡的小學生謀略家，背包裡常常會裝為了達成目標所需的工具。

### 魔界篇初登場人物
米奇
哈露莉莉的跟班，詳細級別不詳，僅知為四級魔女以上。
艾恰可
哈露莉莉的跟班，詳細級別不詳，僅知為四級魔女以上。
倫巴
哈露莉莉的跟班，詳細級別不詳，僅知為四級魔女以上。
會“讀唇術”。
西露利亞•薩蘭德•阿魯弗亞
魂晶保管人，一級魔女中的精英，在發現璐璐萌等人入侵魂晶之牆後，和米米露米婭一起與他們大戰了一場。
為了得知真相，在璐璐萌等人即將逃往魔界之門時，把璐璐萌在監獄裡被沒收的魔法道具還給她，放跑了他們。
米米露米婭
魂晶保管人，是個魂晶控，一級魔女中的精英，擅長用紙的魔法。
吉羅•米奧•庫魯德
魔界精銳部隊408隊的隊長，魂晶失竊事件的犯人，嫁禍給璐璐萌。
曾經因為沒有契約就幫助人類，而觸犯了魔界的規定，被烙鐵燒毀了臉，因此憎恨目前的魔界，打算發動政變，讓魔王失勢，打造一個自由的魔界。最後政變以失敗告終，被魔王凍結了有關政變的記憶。
魔王
個頭嬌小的小女孩，隨身拿著一個氣球，但實際上已經5011歲了。
封印魔力去人界玩的時候，差點被車撞死，被柴木用掉最後的修業卷救了一命，因此答應復活柴木（柴木的屍體沒有進焚化爐，而是被魔王留住了）。
魔力強大，連施在皇幣宮上的抗魔魔法都無法壓抑（吉羅是把自製的魔力之門運來，連接到法杖上施法的）。
久遠前的魔界十分貧瘠，直到有一天，探險家---拉達•斯魯托克發現了異世界（人界）。在那裡，魔法的力量之源多的像山一樣，資源也十分豐富，於是展開了一場對人界的大屠殺（魔法似乎跟生命有關）。在那時，魔王站了出來，將毫無節制的生命濫用給系統化，製作了“魔力之門”的高塔，築起魂晶之牆，創造了守護者，限制了魔界之門的出入，將特權給予負責收集魂晶的魔女的同時以法律將其約束。
後來與哈露莉莉一同研究出“咒文字”和“言語之書”，那是一種新的魔法系統，能藉由言語之書收集咒文字來發動魔法。
 *放學後的魔法中學生的主角我就搬到後面了，不在這裡描述。 

### “放學後的魔法中學生”初登場人物
露西卡•菲爾特
十三級魔女，來自貧窮的村子，會使用低級魔女中鮮少人會用的“特別開門”（璐璐萌也是其中一個會用的人）。
曾經當過咪咪的魂晶入腹式傀儡的模特，柴木用的女版魂晶入腹式的“身體”便是以她為模特做出來的。
個性活潑開朗，喜歡甜點和可愛的東西。
“魔法之杖”被管理局的人沒收（舊的魔法系統施法所需的媒介，能打開魔力之門汲取能量，並藉由詠唱咒文來改變能量的形式，形成術式）。
瑪•麗斯•桃姬•PJ
瑪•麗斯家第十八代，不擅長與人相處。
崇拜哈露莉莉，想成為和她一樣知性、冷靜、又美麗的魔女。
在潛意識中，對2年前有著強烈的執念，而導致主角們穿越的時間點為2年前。
在得知奇洛的變身許可證可以讓人恢復原來的大小後，偷了奇洛的變身許可證，去尋找當時尚未逝世的奶奶（p.s：主角們因著時間的排斥，而越變越小）。
在見到奶奶並得知她活不久後，想用延命藥救她。但在延命藥還沒製造出來前，奶奶就先逝世了。
絲拉嘉/絲拉格•誇利/絲拉格•丘爾莉
408隊的精英魔女，也是魔界屈指可數的魔劍術達人 。
曾在皇幣宮的警衛任務中被犯人擊暈，而從六級魔女降階至十三級，並被解除小隊長一職 。
清河桃果
就讀南峰小學四年級，母亡、父親工作忙，在學校常被人欺負。
在地上發現並撿走了露西卡的言語之書，遇到了寄宿在書中的精靈-貝妮，並在貝妮的幫助下學會魔法（貝妮是桃果幫她取的名字，實際上她是失憶後的JJ的靈魂）。
利用學會的魔法對欺負他的人進行報復，後來被“暗幕”侵蝕，險些被“魔界之眼”判定為魔獸而從魔界下達消滅的命令。
露西卡等人回去前，JJ封印了她一切有關魔法的記憶（p.s：JJ是露西卡的使魔）。

## 出版書籍
修業魔女璐璐萌
| 冊數 | 講談社        | 講談社                 | 尖端出版     | 尖端出版          | 天下出版       | 天下出版 |
| 冊數 | 初版發售日期  | ISBN                   | 初版發售日期 | EAN               | 初版發售日期   | ISBN     |
| ---- | ------------- | ---------------------- | ------------ | ----------------- | -------------- | -------- |
| 1    | 2008年2月22日 | ISBN 978-4-06-373104-0 |              | EAN 4717702224264 | 2008年11月27日 |          |
| 2    | 2008年8月22日 | ISBN 978-4-06-373129-3 |              | EAN 4717702224639 | 2009年5月5日   |          |
| 3    | 2009年2月23日 | ISBN 978-4-06-373157-6 |              | EAN 4717702227258 | 2009年7月3日   |          |
| 4    | 2009年9月23日 | ISBN 978-4-06-373189-7 |              | EAN 4717702230647 | 2009年12月5日  |          |
| 5    | 2010年3月8日  | ISBN 978-4-06-376216-7 |              | EAN 4717702234232 | 2011年1月1日   |          |
| 6    | 2010年8月9日  | ISBN 978-4-06-376229-7 |              | EAN 4717702237790 | 2011年4月1日   |          |
| 7    | 2011年3月9日  | ISBN 978-4-06-376260-0 |              | EAN 4717702240707 | 2011年11月16日 |          |

修業魔女璐璐萌 魔界篇
| 冊數 | 講談社        | 講談社                 |
| 冊數 | 初版發售日期  | ISBN                   |
| ---- | ------------- | ---------------------- |
| 1    | 2011年12月9日 | ISBN 978-4-06-376297-6 |
| 2    | 2012年4月9日  | ISBN 978-4-06-376329-4 |
| 3    | 2012年9月7日  | ISBN 978-4-06-376359-1 |
| 4    | 2013年4月9日  | ISBN 978-4-06-376393-5 |

修業魔女璐璐萌 放學後的魔法中學生
| 冊數 | 講談社        | 講談社                 |
| 冊數 | 初版發售日期  | ISBN                   |
| ---- | ------------- | ---------------------- |
| 1    | 2014年7月9日  | ISBN 978-4-06-376480-2 |
| 2    | 2014年9月9日  | ISBN 978-4-06-376494-9 |
| 3    | 2015年4月8日  | ISBN 978-4-06-376540-3 |
| 4    | 2015年11月6日 | ISBN 978-4-06-376580-9 |
| 5    | 2016年6月8日  | ISBN 978-4-06-390638-7 |
| 6    | 2017年3月9日  | ISBN 978-4-06-390683-7 |

## 電視動畫
於2014年7月開始播出。

### 製作人員
- 原作：「修業魔女璐璐萌」渡邊航（講談社「月刊少年天狼星」）
- 監督：櫻井親良
- 系列構成：國澤真理子
- 角色設計：岩倉和憲
- 音響監督：本山哲
- 音樂：Manual of Errors
- 音樂製作：波麗佳音
- 音樂製作人：中村伸一
- 製片人：鎗水善史、伊藤洋平、礒谷德知、和泉勇一、新宿五郎
- 動畫製作人：大橋正夫
- 動畫製作：J.C.STAFF
- 製作：修業魔女璐璐萌製作委員會

### 主題曲
片頭曲
作詞：大森祥子，作曲、編曲：，主唱：三森鈴子
片尾曲
（第1話－第10話、第12話）
作詞、編曲：宮川彈，作曲：山口優，主唱：遠藤祐里香
「（钢琴版）」（第11話）
作詞：渡边航，作曲、編曲：山口優，主唱：璐璐萌（三森鈴子）
插曲
（第9話）
作詞：渡边航、谷口尚久，作曲、編曲：谷口尚久，主唱：cloe
（第11話）
作詞：渡边航，作曲：山口優，編曲：谷口尚久，主唱：FHK神秘研究社

### 各話列表
| 話數   | 日文標題 | 中文標題               | 分鏡              | 演出       | 作畫監督                                                                    | 總作畫監督        |
| ------ | -------- | ---------------------- | ----------------- | ---------- | --------------------------------------------------------------------------- | ----------------- |
| 第1話  |          | 你的願望會實現         | 櫻井親良          | 櫻井親良   | 安野將人、上田峰子                                                          | 岩倉和憲          |
| 第2話  |          | 夢想的同棲生活         | 山川吉樹          | 橋本敏一   | 西川繪奈、梶谷光春 龜谷響子                                                 | 安野將人          |
| 第3話  |          | 魔法少女對決           | 鈴木洋平          | 大川一     | 北原章雄、LEE Jeonjong HONG Seokpyo                                         | 岩倉和憲 安野將人 |
| 第4話  |          | 風紀委員的井上同學     | 平牧大輔          | 平牧大輔   | 小松原聖、北原章雄 木下勇喜、峯岸桃子                                       | 岩倉和憲 安野將人 |
| 第5話  |          | 第一次跑腿             | 米良知            | 中野英明   | 飯塚晴子、齋田博之 上田峰子                                                 | 岩倉和憲          |
| 第6話  |          | 雨天的事件             | 山川吉樹          | 藏本穗高   | 重松晉一、服部憲知 服部益實                                                 | 岩倉和憲 安野將人 |
| 第7話  |          | 傳說的泳裝             | 福田道生          | 佐佐木純人 | 山本雅章、西川繪奈 梶谷光春、龜谷響子                                       | 安野將人          |
| 第8話  |          | 第一級魔女哈璐莉莉降臨 | 橋本敏一          | 橋本敏一   | 山川宏治、小松原聖 芝田千紗                                                 | 岩倉和憲          |
| 第9話  |          | 不能對任何人說的秘密   | 高田晃一          | 村田尚樹   | 北原章雄 Jang HyoungKeun Kim Daehoon                                        | 安野將人          |
| 第10話 |          | 混浴旅行 in 尾尾神村   | 米良知            | 高島大輔   | 山本雅章、齊藤格 上田峰子、木下勇喜 峯岸桃子                                | 岩倉和憲          |
| 第11話 |          | 結成★Girls Band        | 澤田林檎 櫻井親良 | 橋本敏一   | 山川宏治、龜谷響子 梶谷光春、西川繪奈 芝田千紗                              | 安野將人          |
| 第12話 |          | 璐璐萌不在的日子       | 櫻井親良 高田耕一 | 櫻井親良   | 小松原聖、飯塚晴子 大木良一、梶谷光春 芝田千紗、西川繪奈 上田峰子、山本雅章 | 岩倉和憲          |

### 播放電視台
日本深夜動畫：下文記載的日本国内播放時間使用日本標準時間（UTC+9）表示。因為部分時間标识會採用30小时制，因此請留意这类超过24:00的时间，其實際播放時間為翌日清晨。
| 播放地區 | 播放電視台   | 播放日期              | 播放時間（UTC+9）         | 所屬聯播網 | 備註           |
| -------- | ------------ | --------------------- | ------------------------- | ---------- | -------------- |
| 日本全國 | AT-X         | 2014年7月9日－9月24日 | 星期三 21時00分－21時30分 | 衛星電視   | 有重播         |
| 東京都   | TOKYO MX     | 2014年7月9日－9月24日 | 星期三 24時30分－25時00分 | 獨立UHF局  |                |
| 兵庫縣   | SUN電視台    | 2014年7月9日－9月24日 | 星期三 24時30分－25時00分 | 獨立UHF局  |                |
| 京都府   | KBS京都      | 2014年7月9日－9月24日 | 星期三 25時00分－25時30分 | 獨立UHF局  |                |
| 愛知縣   | 愛知電視台   | 2014年7月9日－9月24日 | 星期三 27時05分－27時35分 | 東京電視網 |                |
| 日本全國 | BS11         | 2014年7月11日－       | 星期五 23時30分－24時00分 | 衛星電視   | 「ANIME+」節目 |
| 日本全國 | NICONICO直播 | 2014年7月12日－       | 星期六 23時30分－24時00分 | 網路電視   |                |
| 日本全國 | NICONICO頻道 | 2014年7月12日－       | 星期六 24時00分 更新      | 網路電視   |                |
| 日本全國 | 萬代頻道     | 2014年7月12日－       | 星期六 24時00分 更新      | 網路電視   |                |
| 日本全國 | GyaO!        | 2014年7月12日－       | 星期六 24時00分 更新      | 網路電視   |                |
| 長崎縣   | 長崎放送     | 2014年7月16日－       | 星期三 25時38分－26時08分 | 日本新聞網 | 作者的出身地   |

### 藍光／DVD
| 卷數 | 發售日         | 收錄話         | 規格編號   | 規格編號   |
| 卷數 | 發售日         | 收錄話         | 藍光       | DVD        |
| ---- | -------------- | -------------- | ---------- | ---------- |
| 1    | 2014年10月8日  | 第1話－第2話   | PCXG-50421 | PCBG-52561 |
| 2    | 2014年11月12日 | 第3話－第4話   | PCXG-50422 | PCBG-52562 |
| 3    | 2014年12月10日 | 第5話－第6話   | PCXG-50423 | PCBG-52563 |
| 4    | 2015年1月14日  | 第7話－第8話   | PCXG-50424 | PCBG-52564 |
| 5    | 2015年2月4日   | 第9話－第10話  | PCXG-50425 | PCBG-52565 |
| 6    | 2015年3月4日   | 第11話－第12話 | PCXG-50426 | PCBG-52566 |

## 外部連結
- 講談社COMIC PLUS - 《修業魔女璐璐萌》介紹（日語）
- 講談社COMIC PLUS - 《修業魔女璐璐萌 魔界篇》介紹（日語）
- 講談社COMIC PLUS - 《修業魔女璐璐萌 放學後的魔法中學生》介紹（日語）
- 《修業魔女璐璐萌》電視動畫官網（页面存档备份，存于）（日語）
- 電視動畫《修業魔女璐璐萌》公式的X（前Twitter）（日語）
- 璐璐萌與飆速宅男與制服箱（作者網站） （日語）